# Metapublicidad

Metapublicidad en una valla alrededor de 1939

Metapublicidad se refiere a una forma híbrida de publicidad en la que el anunciante anuncia un anuncio. El término también puede ser utilizado para aquellos anuncios que publicitan agencias publicitarias.

## Anuncios sobre Anuncios
La definición más común de metapublicidad es la de un anuncio publicitario que trata sobre un anuncio. Esta forma de publicidad es popular en aquella que se produce para la Super Bowl. Los anuncios proyectados durante la Super Bowl cuestan más que los anuncios habituales. Es por ello que a menudo dichos anuncios son anticipados al público. Esto suele llevar a las compañías a lanzar anuncios que animan a los espectadores a ver los anuncios que se proyectarán en la próxima Super Bowl,  lo que es una forma de metapublicidad.
Los anuncios sobre anuncios constituyen una forma  de publicidad viral, por la cual los anunciantes buscan generar atención  para su publicidad y por lo tanto, para su producto.
Otros ejemplos incluyen aquellos anuncios que se lanzan en un formato para un determinado medio de comunicación que anuncian un anuncio en otro medio. Esto podría incluir por ejemplo un anuncio de radio diciendo  "busque en su periódico dominical uno de nuestros cupones gratuitos."

## Anuncios sobre Agencias Publicitarias
El término metapublicidad también se puede referir a anunciantes que se anuncian a sí mismos. Esto podría incluir un anuncio que tratara sobre una agencia publicitaria.
Metapublicidad también puede referirse a los anuncios que anuncian la propia publicidad. Esto es común en las vallas, como en aquella que dice "Mil personas pasarán junto a esta valla hoy. Para anunciar aquí llama a..."